# Ден на Европа
Ден на Европа е посветен на мира и обединението в Европа. Има два отделни посочени дни на Европа: 5 май за Съвета на Европа, и 9 май за Европейския съюз (ЕС). Вторият е познат също като Деня на Шуман, възпоменавайки Декларацията на Шуман на френския министър Робер Шуман.
Денят на Съвета на Европа отразява неговото основаване през 1949 г., докато Денят на Европейския съюз отпразнува деня, в който е било предложено създаването на предшественика на ЕС – Европейската общност за въглища и стомана – през 1950 г. Денят на Европа е един от европейските символи, които насърчават единството между европейците.

## История
Съветът на Европа е основан на 5 май 1949 г. и по тази причина той избира този ден за свой празник, като определя деня за почивен през 1964 г. През 1985 г. Европейските общности, които по-късно се превръщат в Европейски съюз, възприемат европейските символи на Съвета на Европа, като знамето на Европа и Деня на Европа. Въпреки това, лидерите на Общността решават да празнуват своя Ден на Европа на 9 май, в памет на Декларацията на Шуман. В своя реч на 9 май 1950 г. в Париж Робер Шуман (френски външен министър по това време) споделя своята идея за нова форма на политическо сътрудничество в Европа, която да направи войната между европейските народи немислима. Неговата идея е да се създаде европейска институция, която да обедини и управлява производството на френските и западногерманските въглища и стомана. Само година по-късно е подписан договорът за създаване на подобна институция. Предложението на Шуман се счита за началото на това, което днес наричаме Европейски съюз.
Европейският парламент официално определя 9 май като почивен ден през октомври 2008 г.

## Честване
9 май се чества в различни форми в повечето държави - членки на ЕС и кандидат-членки на ЕС, като Турция. Поради политическия характер на този ден той се използва като възможност да се информират хората за ЕС и да се говори в подкрепа на европейската интеграция. Знамето, като друг символ, има важна роля в честванията. Въпреки че 9 май е по-популярен, тъй като се чества в ЕС, 5 май също все още се празнува от някои европейци, поради факта, че Съветът на Европа има важна роля при защитата на човешките права, парламентарната демокрация, и законността. За разлика от това, Декларацията на Шуман просто предлага обединяването на френските и западногерманските въглища и стомана.
От 2023 г. и Украйна чества Деня на Европа на 9 май.

## Съвпадение
5 май съвпада с Деня на Освобождението в Дания и Нидерландия, когато германските войски, намиращи се там, и тези в Северна Германия се предават през 1945 г. 9 май съвпада с навечерието на нахлуването на Германия в Нидерландия, Белгия и Франция. Също така 9 май съвпада с Деня на победата, краят на Втората световна война в Европа, който се чества в бившия Съветски съюз и в Руската федерация. В Западна Европа денят на победата над фашизма се чества на 8 май. Причината за разликата в датата е разликата в часовото време – късно вечерта на 8 май Уинстън Чърчил и Хари Труман обявяват края на войната в Европа (ранните часове на 9 май по московско време).